# إليزابيث دبليو. ستون
إليزابيث دبليو. ستون (بالإنجليزية: Elizabeth W. Stone)‏ هي أمينة مكتبة أمريكية، ولدت في 21 يونيو 1918 في دايتون في الولايات المتحدة، وتوفيت في 6 مارس 2002 في واشنطن العاصمة في الولايات المتحدة.